# جون موندوغا
جون موندوغا (بالإنجليزية: John Munduga)‏ (مواليد 15 يناير 1961) هو ملاكم أوغندي، مثّل بلاده في الألعاب الأولمبية الصيفية 1980.

## روابط خارجية
جون موندوغا على موقع أوليمبيديا (الإنجليزية)